# Liste des émissions de franc français sous le régime de Vichy

Emblèmes officieux du régime de Vichy.

Cet article liste les émissions de franc français sous le régime de Vichy. Ces monnaies, émises à partir de 1941, présentent la marque du régime français sous l'occupation allemande : la nouvelle devise « Travail, Famille, Patrie » et la Francisque.
Dès 1940, l'Allemagne impose arbitrairement un taux de change de 20 francs pour 1 Reichsmark qui, ajouté au pillage des réserves d'or, au STO et au versement des 400 millions de francs quotidiens au titre des frais d'occupation, va ruiner l’économie française,. Le nickel étant également réquisitionné pour les besoins de l'armée allemande, la composition même des pièces a été revue : elles sont désormais en zinc ou en aluminium. Le franc va ainsi perdre la moitié de son pouvoir d'achat durant les quatre années d'occupation.

## Planification des émissions

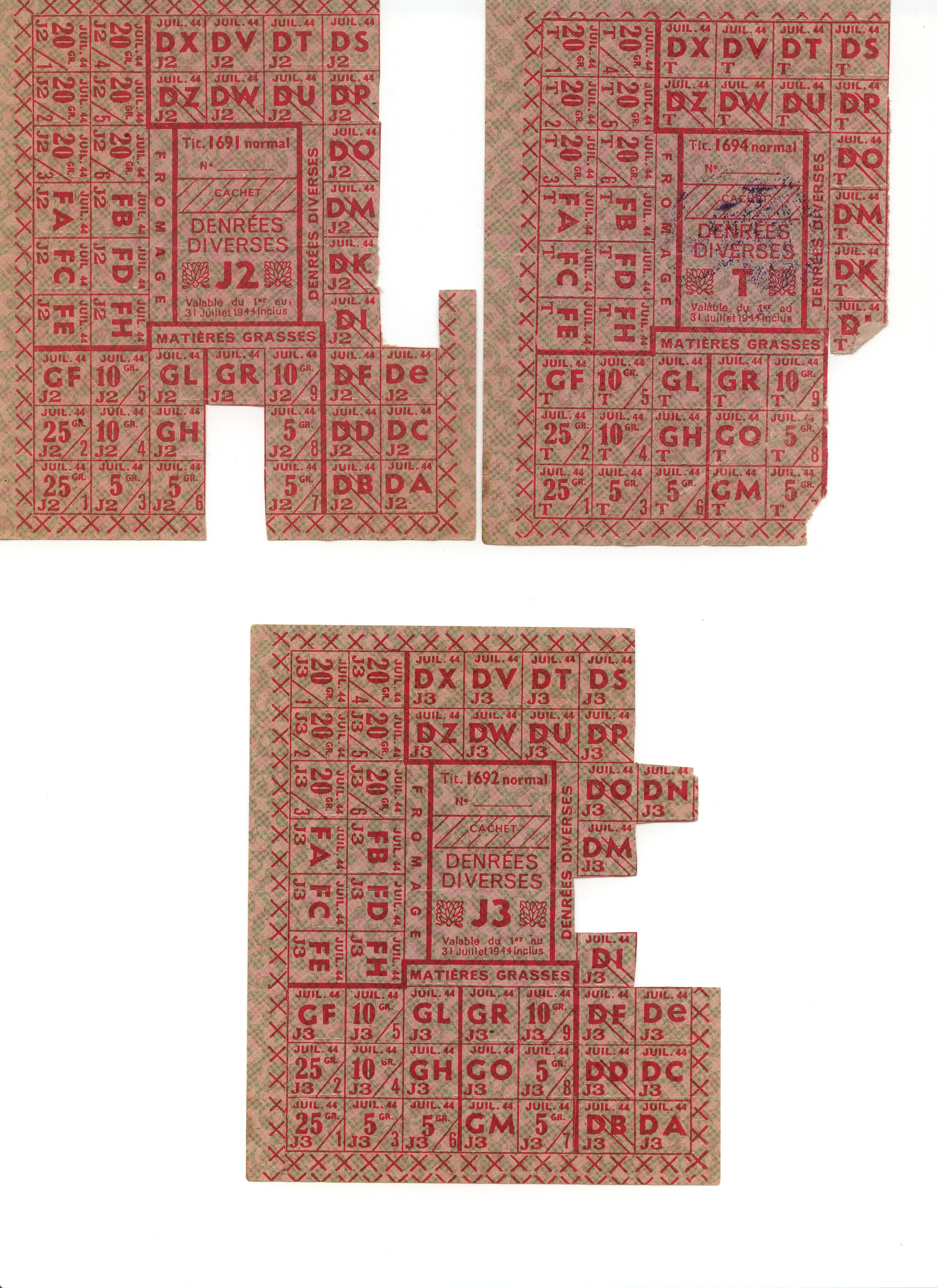
Les tickets de rationnement remplacent la monnaie pour certaines denrées de base.

L'arrêté du 21 novembre 1940 organise un concours pour le choix de pièces de monnaie de 10 et 20 francs. Le portrait du maréchal Pétain doit figurer sur l'avers avec en légende « Philippe Pétain, Maréchal de France, Chef de l’État » et le revers doit comporter la nouvelle devise du régime de Vichy. Malgré neuf projets retenus, aucun ne verra le jour faute de pouvoir utiliser le nickel.

« La monnaie doit être au service de l’économie, elle doit permettre le plein essor de la production, dans la stabilité des prix et des salaires. Une monnaie saine est, avant tout, une monnaie qui permet de satisfaire aux besoins des hommes. Notre nouveau système monétaire ne devra donc affecter l’or qu’à la garantie des règlements extérieurs. Il mesurera la circulation intérieure aux nécessités de la production. »

— Philippe Pétain, Message au peuple français du 11 octobre 1940

## Pièces divisionnaires
| \| 10 centimes État français (1941 - 1943) \|                                       | \| 10 centimes État français (1941 - 1943) \|                                       | \| 10 centimes État français (1941 - 1943) \|                                                       | \| 10 centimes État français (1941 - 1943) \|                                                       | \| 10 centimes État français (1941 - 1943) \| |
| ----------------------------------------------------------------------------------- | ----------------------------------------------------------------------------------- | --------------------------------------------------------------------------------------------------- | --------------------------------------------------------------------------------------------------- | --------------------------------------------- |
| Avers et revers                                                                     |                                                                                     | | |                                               |
| Avers : Au-dessus du trou : la mention « État français » ; en dessous : épis de blé | Avers : Au-dessus du trou : la mention « État français » ; en dessous : épis de blé | Revers : Au-dessus du trou : valeur faciale « 10 » ; en dessous : mention « centimes » et millésime | Revers : Au-dessus du trou : valeur faciale « 10 » ; en dessous : mention « centimes » et millésime |                                               |
| Masse 2,5 g                                                                         | Alliage Zinc                                                                        | Diamètre 21 mm                                                                                      | Épaisseur                                                                                           |                                               |
| Artiste(s) La Monnaie de Paris                                                      | Artiste(s) La Monnaie de Paris                                                      | Tranche Striée                                                                                      | Tranche Striée                                                                                      |                                               |
| Millésimes 1941-1943                                                                |                                                                                     | | |                                               |
| 10 centimes État français (1941 - 1943)                                             |                                                                                     | | |                                               |

| \| 10 centimes État français (1943 - 1944) \|                                      | \| 10 centimes État français (1943 - 1944) \|                                      | \| 10 centimes État français (1943 - 1944) \|                                                       | \| 10 centimes État français (1943 - 1944) \|                                                       | \| 10 centimes État français (1943 - 1944) \| |
| ---------------------------------------------------------------------------------- | ---------------------------------------------------------------------------------- | --------------------------------------------------------------------------------------------------- | --------------------------------------------------------------------------------------------------- | --------------------------------------------- |
| Avers et revers                                                                    |                                                                                    | | |                                               |
| Avers : Au-dessus du trou : la mention « État français »; en dessous : épis de blé | Avers : Au-dessus du trou : la mention « État français »; en dessous : épis de blé | Revers : Au-dessus du trou : valeur faciale « 10 » ; en dessous : mention « centimes » et millésime | Revers : Au-dessus du trou : valeur faciale « 10 » ; en dessous : mention « centimes » et millésime |                                               |
| Masse 1,5 g                                                                        | Alliage Zinc                                                                       | Diamètre 17 mm                                                                                      | Épaisseur                                                                                           |                                               |
| Artiste(s) La Monnaie de Paris                                                     | Artiste(s) La Monnaie de Paris                                                     | Tranche Striée                                                                                      | Tranche Striée                                                                                      |                                               |
| Millésimes 1943-1944                                                               |                                                                                    | | |                                               |
| 10 centimes État français (1943 - 1944)                                            |                                                                                    | | |                                               |

| \| 20 centimes État français, type VINGT \|                                        | \| 20 centimes État français, type VINGT \|                                        | \| 20 centimes État français, type VINGT \|                                                                       | \| 20 centimes État français, type VINGT \|                                                                       | \| 20 centimes État français, type VINGT \| |
| ---------------------------------------------------------------------------------- | ---------------------------------------------------------------------------------- | --- | --- | ------------------------------------------- |
| Avers et revers                                                                    |                                                                                    | | |                                             |
| Avers : Au-dessus du trou : la mention « État français »; en dessous : épis de blé | Avers : Au-dessus du trou : la mention « État français »; en dessous : épis de blé | Revers : Au-dessus du trou : valeur faciale « VINGT » en lettres ; en dessous : mention « centimes » et millésime | Revers : Au-dessus du trou : valeur faciale « VINGT » en lettres ; en dessous : mention « centimes » et millésime |                                             |
| Masse 3,5 g                                                                        | Alliage Zinc                                                                       | Diamètre 24 mm | Épaisseur |                                             |
| Artiste(s) La Monnaie de Paris                                                     | Artiste(s) La Monnaie de Paris                                                     | Tranche Striée | Tranche Striée |                                             |
| Millésimes 1941                                                                    |                                                                                    | | |                                             |
| 20 centimes État français, type VINGT                                              |                                                                                    | | |                                             |

| \| 20 centimes État français, type 20 \|                                           | \| 20 centimes État français, type 20 \|                                           | \| 20 centimes État français, type 20 \|                                                                        | \| 20 centimes État français, type 20 \|                                                                        | \| 20 centimes État français, type 20 \| |
| ---------------------------------------------------------------------------------- | ---------------------------------------------------------------------------------- | --- | --- | ---------------------------------------- |
| Avers et revers                                                                    |                                                                                    | | |                                          |
| Avers : Au-dessus du trou : la mention « État français »; en dessous : épis de blé | Avers : Au-dessus du trou : la mention « État français »; en dessous : épis de blé | Revers : Au-dessus du trou : valeur faciale « 20 » en chiffres ; en dessous : mention « centimes » et millésime | Revers : Au-dessus du trou : valeur faciale « 20 » en chiffres ; en dessous : mention « centimes » et millésime |                                          |
| Masse 2,5 g                                                                        | Alliage Zinc                                                                       | Diamètre 21 mm                                                                                                  | Épaisseur |                                          |
| Artiste(s) La Monnaie de Paris                                                     | Artiste(s) La Monnaie de Paris                                                     | Tranche Striée                                                                                                  | Tranche Striée                                                                                                  |                                          |
| Millésimes 1941-1944                                                               |                                                                                    | | |                                          |
| 20 centimes État français, type 20                                                 |                                                                                    | | |                                          |

| \| 50 centimes État français \|                                 | \| 50 centimes État français \|                                 | \| 50 centimes État français \|                                       | \| 50 centimes État français \|                                       | \| 50 centimes État français \| |
| --------------------------------------------------------------- | --------------------------------------------------------------- | --------------------------------------------------------------------- | --------------------------------------------------------------------- | ------------------------------- |
| Avers et revers                                                 |                                                                 |                                                                       |                                                                       |                                 |
| Avers : Francisque avec la mention « État français » en dessous | Avers : Francisque avec la mention « État français » en dessous | Revers : Devise « Travail Famille Patrie », valeur faciale, millésime | Revers : Devise « Travail Famille Patrie », valeur faciale, millésime |                                 |
| Masse 0,8 g                                                     | Alliage Aluminium                                               | Diamètre 18 mm                                                        | Épaisseur                                                             |                                 |
| Artiste(s) Lucien Bazor                                         | Artiste(s) Lucien Bazor                                         | Tranche                                                               | Tranche                                                               |                                 |
| Millésimes 1942-1944                                            |                                                                 |                                                                       |                                                                       |                                 |
| 50 centimes État français                                       |                                                                 |                                                                       |                                                                       |                                 |

## Pièces non-divisionnaires
| \| 1 franc État français \|                                     | \| 1 franc État français \|                                     | \| 1 franc État français \|                                           | \| 1 franc État français \|                                           | \| 1 franc État français \| |
| --------------------------------------------------------------- | --------------------------------------------------------------- | --------------------------------------------------------------------- | --------------------------------------------------------------------- | --------------------------- |
| Avers et revers                                                 |                                                                 |                                                                       |                                                                       |                             |
| Avers : Francisque avec la mention « État français » en dessous | Avers : Francisque avec la mention « État français » en dessous | Revers : Devise « Travail Famille Patrie », valeur faciale, millésime | Revers : Devise « Travail Famille Patrie », valeur faciale, millésime |                             |
| Masse 1,3 g                                                     | Alliage Aluminium                                               | Diamètre 23 mm                                                        | Épaisseur                                                             |                             |
| Artiste(s) Lucien Bazor                                         | Artiste(s) Lucien Bazor                                         | Tranche                                                               | Tranche                                                               |                             |
| Millésimes 1942-1944                                            |                                                                 |                                                                       |                                                                       |                             |
| 1 franc État français                                           |                                                                 |                                                                       |                                                                       |                             |

| \| 2 francs État français \|                                    | \| 2 francs État français \|                                    | \| 2 francs État français \|                                          | \| 2 francs État français \|                                          | \| 2 francs État français \| |
| --------------------------------------------------------------- | --------------------------------------------------------------- | --------------------------------------------------------------------- | --------------------------------------------------------------------- | ---------------------------- |
| Avers et revers                                                 |                                                                 |                                                                       |                                                                       |                              |
| Avers : Francisque avec la mention « État français » en dessous | Avers : Francisque avec la mention « État français » en dessous | Revers : Devise « Travail Famille Patrie », valeur faciale, millésime | Revers : Devise « Travail Famille Patrie », valeur faciale, millésime |                              |
| Masse 2,2 g                                                     | Alliage Aluminium                                               | Diamètre 27 mm                                                        | Épaisseur                                                             |                              |
| Artiste(s) Lucien Bazor                                         | Artiste(s) Lucien Bazor                                         | Tranche                                                               | Tranche                                                               |                              |
| Millésimes 1943-1944                                            |                                                                 |                                                                       |                                                                       |                              |
| 2 francs État français                                          |                                                                 |                                                                       |                                                                       |                              |

| \| 5 francs Pétain \| | \| 5 francs Pétain \|                                                                                                | \| 5 francs Pétain \|                                                              | \| 5 francs Pétain \|                                                              | \| 5 francs Pétain \| |
| --- | --- | ---------------------------------------------------------------------------------- | ---------------------------------------------------------------------------------- | --------------------- |
| Revers et avers | |                                                                                    |                                                                                    |                       |
| Avers : Profil de Pétain regardant vers la gauche. Mention : « Philippe Pétain, Maréchal de France, Chef de l’État » | Avers : Profil de Pétain regardant vers la gauche. Mention : « Philippe Pétain, Maréchal de France, Chef de l’État » | Revers : Francisque, la valeur faciale 5 F et la devise « Travail Famille Patrie » | Revers : Francisque, la valeur faciale 5 F et la devise « Travail Famille Patrie » |                       |
| Masse 4 g | Alliage Cupronickel                                                                                                  | Diamètre 22 mm                                                                     | Épaisseur                                                                          |                       |
| Artiste(s) Lucien Bazor | Artiste(s) Lucien Bazor                                                                                              | Tranche                                                                            | Tranche                                                                            |                       |
| Millésimes 1941 | |                                                                                    |                                                                                    |                       |
| | |                                                                                    |                                                                                    |                       |
| Remarques – Frappée à 13 782 000 exemplaires, cette pièce n'a jamais été mise en circulation et la majorité des exemplaires ont été refondus. Une partie a également coulé en 1944 lors du bombardement d'une péniche qui en amenait en Allemagne. | |                                                                                    |                                                                                    |                       |
| 5 francs Pétain | |                                                                                    |                                                                                    |                       |

## Billets
Durant cette période, les principaux billets en franc français créés et émis par la Banque de France furent :

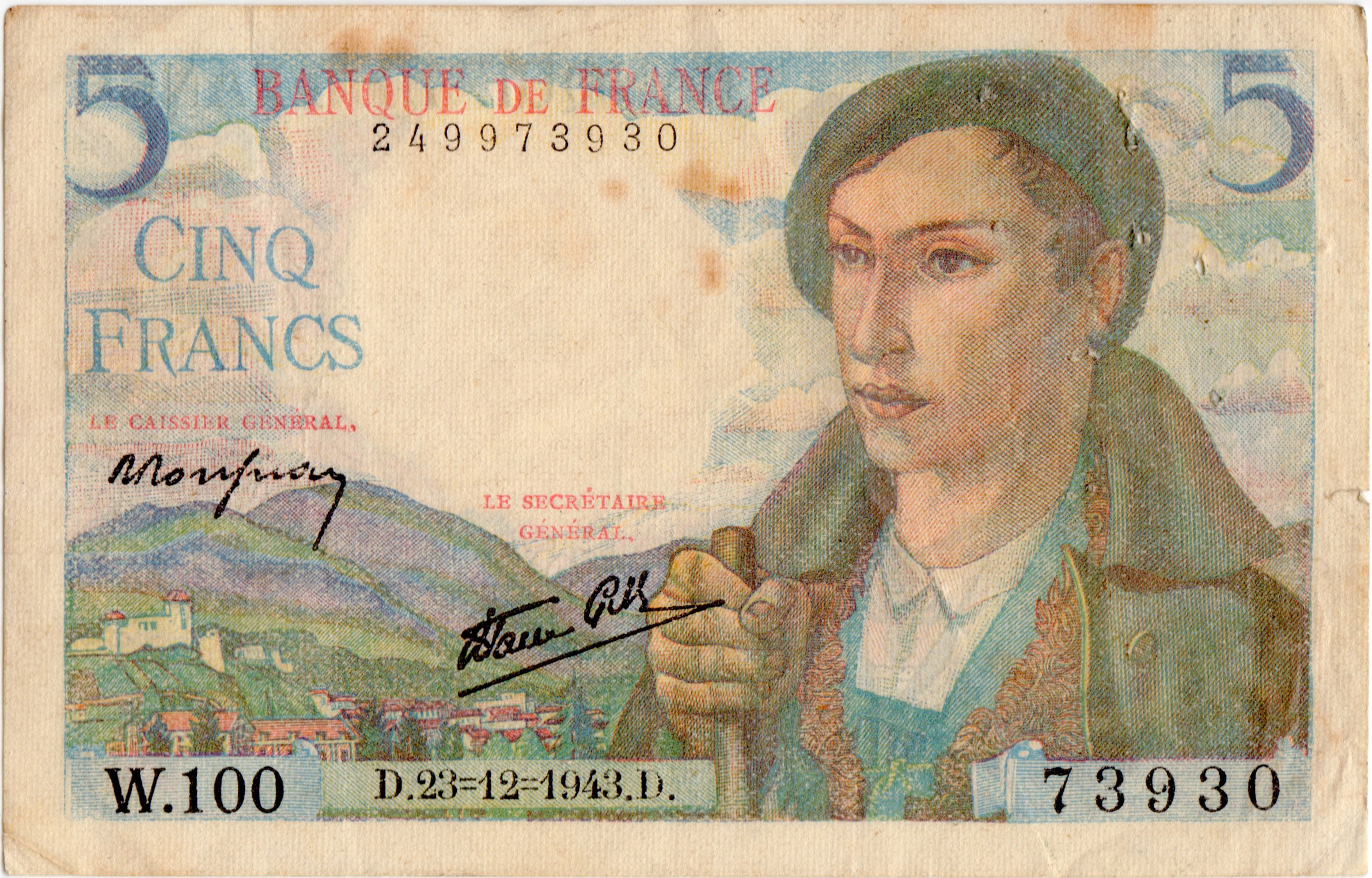
Le 5 francs Berger
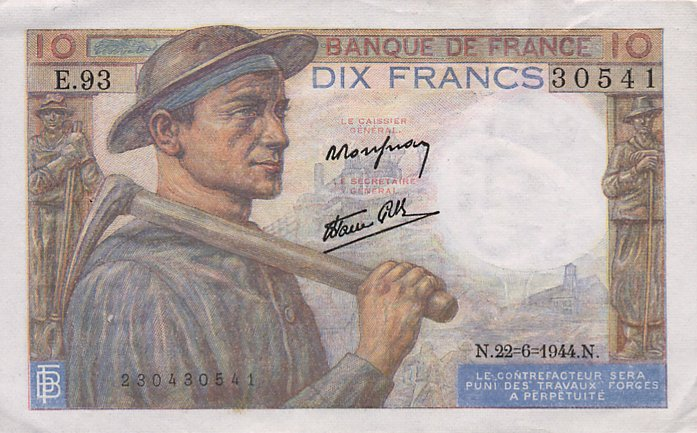
Le 10 francs Mineur.
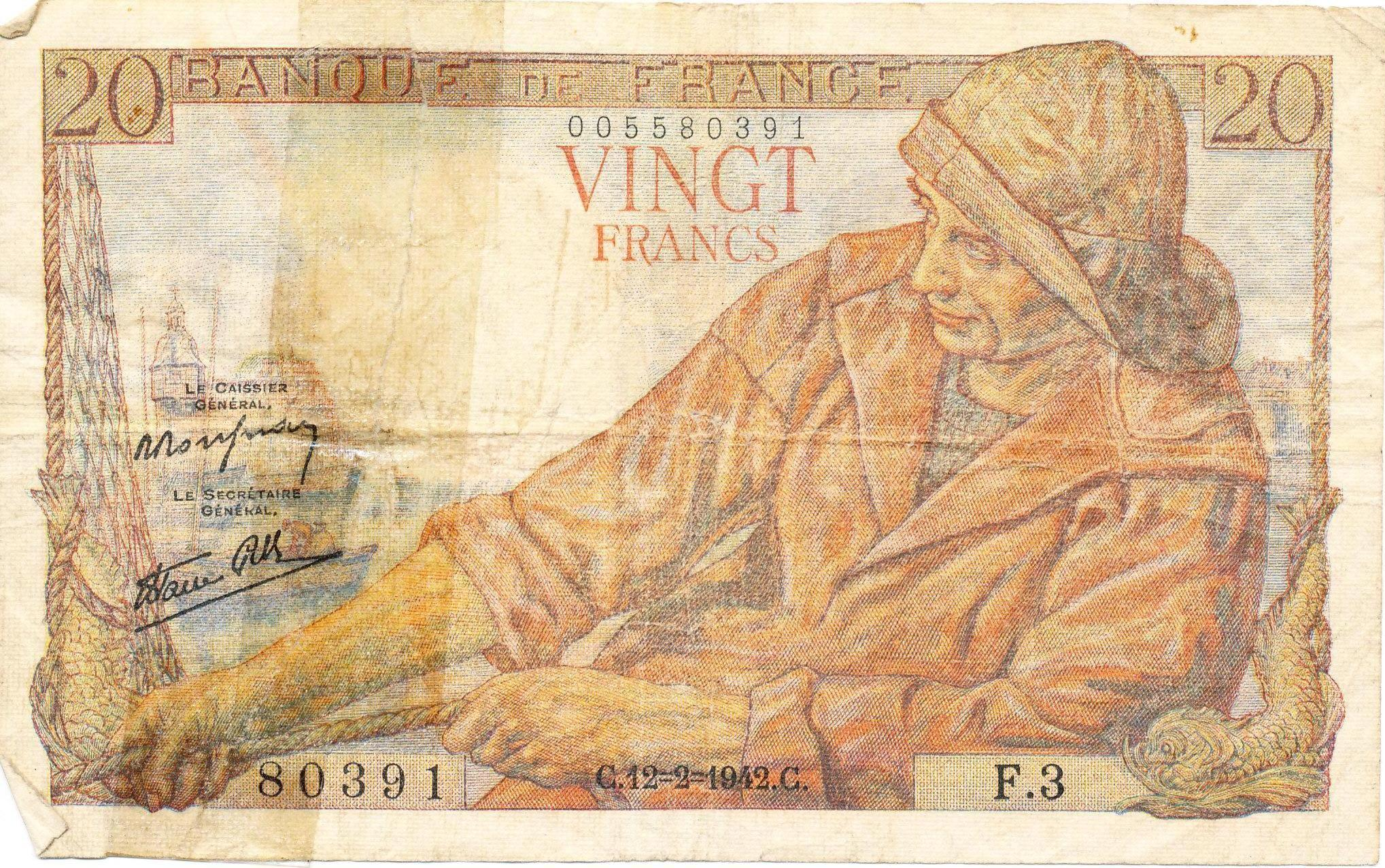
Le 20 francs Pêcheur.
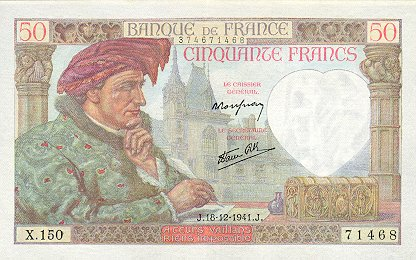
Le 50 francs Jacques Cœur.
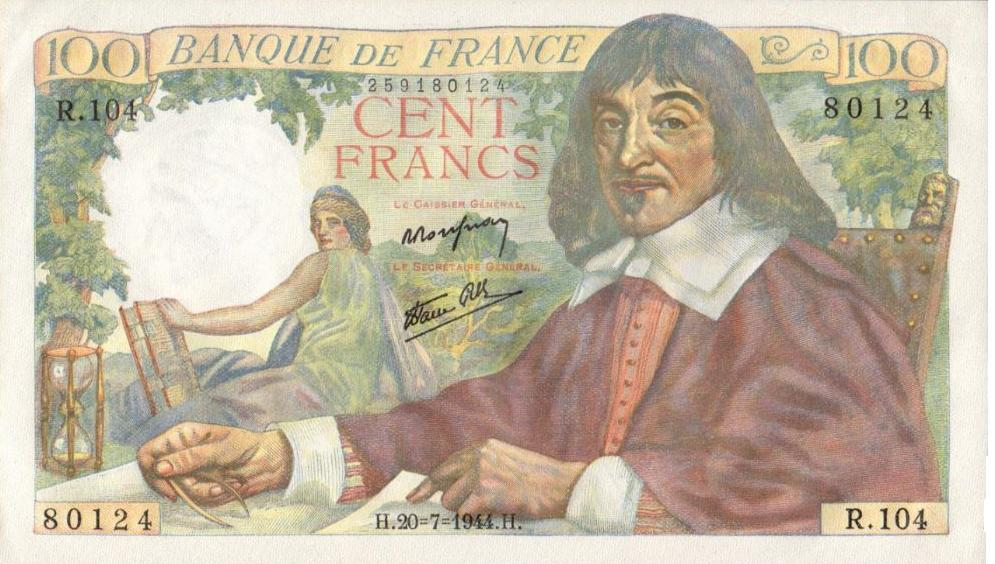
Le 100 francs Descartes.
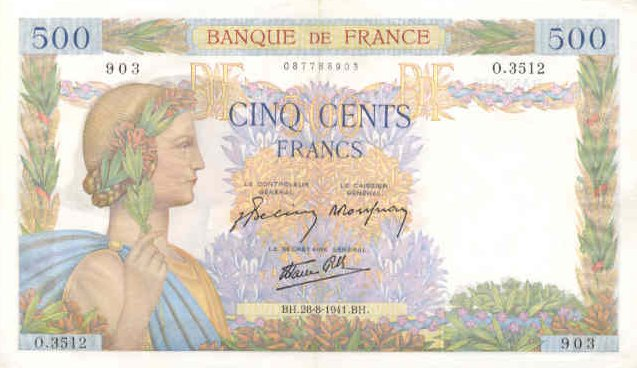
Le 500 francs La Paix.
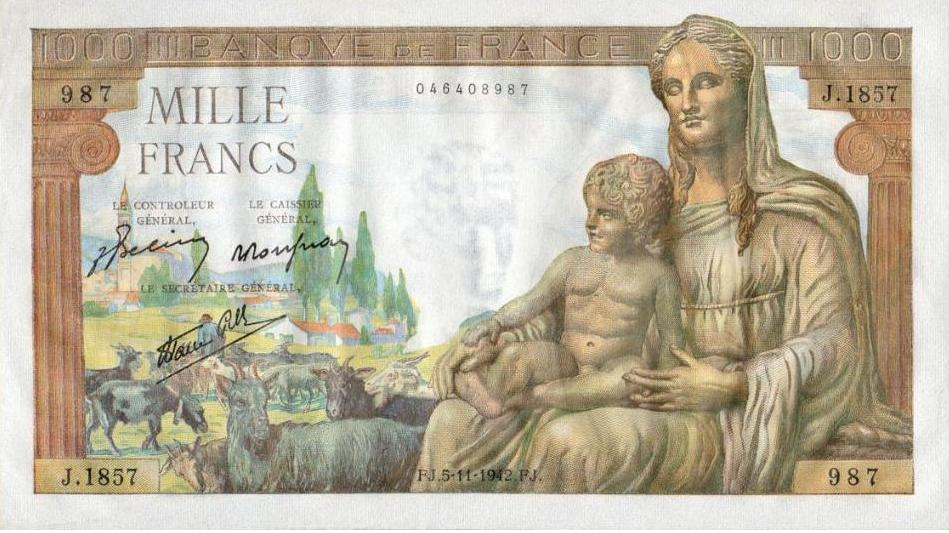
Le 1 000 francs Déméter.

La plupart de ces billets furent remplacés à la suite de l'ordonnance du 4 juin 1945 tandis que les coupures inférieures à 50 francs disparurent.